# Pritha tenuispina
Pritha tenuispina är en spindelart som först beskrevs av Embrik Strand 1914.  Pritha tenuispina ingår i släktet Pritha och familjen Filistatidae.
Artens utbredningsområde är Israel. Inga underarter finns listade i Catalogue of Life.